# 多賀利明
多賀 利明（たが としあき）は経営学者。元ペンシルベニア大学ウォートン・スクール教授、経営学博士。

## 人物
一橋大学経済学部卒業（中山伊一郎ゼミナール）。一橋大学大学院経済学研究科、ミシガン大学経済学部を経て、カリフォルニア大学ロサンゼルス校経営大学院修了、経営学修士(MBA)、ペンシルベニア大学ウォートン・スクール経営学博士（Ph.D）。
1989年までペンシルベニア大学ウォートン・スクール教授を務めた。1990年に日米経営研究センター（US-Japan Management Studies Center）を設立し所長に就任。
オペレーションズリサーチや企業財務論が専門で、企業訴訟、マーケティング、投資計画決定法などの研究を行い、ビジネスリスク研究所副所長、Association for Japanese Business Studies会長等も歴任。

## 著作
- 「米・雇用機会均等委員会副委員長に聞く--三菱自工のセクハラ賠償は巨額に」日経ビジネス. (通号 867) [1996.11.25]
- 「戦後米国の裁判所で争われた日米企業間の紛争事例」ジェトロセンサー. (通号 555) [1997.02]
- 「米国の対日関係--クリントン政権からブッシュ政権に替って」バンコク日本人商工会議所所報. (通号 468) [2001.3]
- 「米国便り(1)ブッシュ大統領のアジア訪問--特に対中国関係」バンコク日本人商工会議所所報. (通号 481) [2002.5]